# Agrius lixi
Agrius lixi är en fjärilsart som beskrevs av Rothschild 1894. Agrius lixi ingår i släktet Agrius och familjen svärmare. Inga underarter finns listade i Catalogue of Life.